# 开张龙胆
开张龙胆（学名：Gentiana aperta）是龙胆科龙胆属的植物，为中国的特有植物。分布于中国大陆的青海等地，生长于海拔2,000米至4,000米的地区，常生于山麓草地、山坡草地、灌丛中及河滩，目前尚未由人工引种栽培。

## 异名
- Gentiana aperta Maxim. var. aureo-punctata T. N. Ho et J. H. Li